# Идъндери
Вижте пояснителната страница за други значения на Идъндери.
Идъндери (на английски: Edenderry; на ирландски: Eadán Doire) е град в централната част на Ирландия, графство Офали на провинция Ленстър. Намира се на около 35 km източно от административния център на графството Тъламор и на около 65 km западно от столицата Дъблин. Покрай южната част на града минава каналът Гранд Канал, който свързва Тъламор и Дъблин. Населението му е 5617 жители от преброяването през 2006 г. 